# دیمارو فولگاریدا
دیمارو فولگاریدا (به ایتالیایی: Dimaro Folgarida) یک کومونه در ایتالیا است که در ترنتینو واقع شده‌است.

## خصوصیات
دیمارو فولگاریدا ۳۶٫۵۳ کیلومترمربع مساحت و ۲٬۲۰۶ نفر جمعیت دارد و ۷۶۶ متر بالاتر از سطح دریا واقع شده‌است.